# 佩泽讷莱米讷
佩泽讷莱米讷（法語：Pézènes-les-Mines，法語發音：[pezɛn le min]）是法国埃罗省的一个市镇，属于贝济耶区。

## 地理
佩泽讷莱米讷（43°35'20"N, 3°15'8"E）面积26.87 平方千米，位于法国奧克西塔尼大區埃罗省，该省份为法国南部沿海省份，南濒地中海，西南接奥德省，西北接塔恩省和阿韦龙省，东北与加尔省接壤。
与佩泽讷莱米讷接壤的市镇（或旧市镇、城区）包括：贝达里约、布勒纳斯、卡尔朗卡和勒瓦、福热尔、福斯、梅里丰、孟德斯鸠、罗克塞勒、瓦尔马斯克勒。

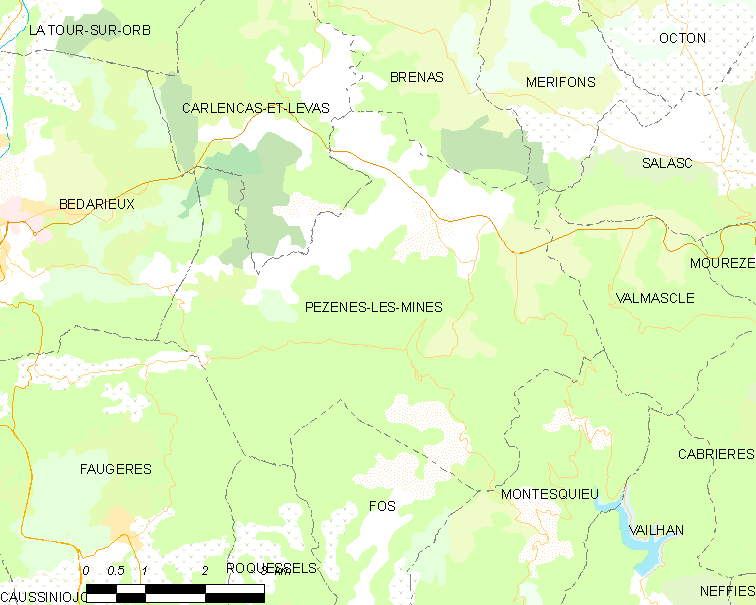
佩泽讷莱米讷的OSM定位图

佩泽讷莱米讷的时区为UTC+01:00、UTC+02:00（夏令时）。

## 行政
佩泽讷莱米讷的邮政编码为34600，INSEE市镇编码为34200。

## 政治
佩泽讷莱米讷所属的省级选区为克莱蒙莱罗县。

## 人口

1962-2008年间佩泽讷莱米讷人口变化图示

佩泽讷莱米讷于2022年1月1日时的人口数量为236人。